# Torneo Apertura de Primera B 2023 (Liga Chacarera)
El Torneo Apertura de Primera B 2023, organizado por la Liga Chacarera de Fútbol, fue el primer torneo de la temporada 2023 en dicha categoría. Inició el 14 de abril y finalizó el 4 de junio.
Lo disputaron los ocho equipos pertenecientes a dicha división. El campeón obtuvo la clasificación al Petit Torneo por el segundo ascenso.
Los nuevos participantes fueron Independiente de San Antonio y La Tercena, que descendieron tras ubicarse en el último puesto de la tabla de promedios y de posiciones respectivamente. También a partir de esta temporada se sumará La Banda CF, que participará por primera vez en un torneo de la Liga Chacarera, tras conseguir la afiliación provisoria para disputar esta competición.
El sorteo del fixture se llevó a cabo el 3 de abril en la sede de San Martín de El Bañado.
Consagró campeón al Club Deportivo Sumalao, con la dirección técnica de Cristian Romero. Clasificó, así, al Petit Torneo 2023.

## Formato
Los 8 equipos jugarán 7 partidos cada uno a lo largo de 7 fechas, en una sola rueda, bajo el sistema de todos contra todos. En este torneo se usará el sistema de puntos, de acuerdo a la reglamentación de la Internacional F. A. Board, asignándose tres puntos al equipo que resulte ganador, un punto a cada uno en caso de empate y cero puntos al perdedor.
El club que resulte campeón clasificará al Petit Torneo, que otorga un ascenso a la Primera División 2023.
El orden de clasificación de los equipos, se determinará en una tabla de cómputo general, de la siguiente manera:
- 1) Mayor cantidad de puntos.
- 2) Mejor performance en los partidos que se enfrentaron entre sí en cada etapa; en caso de igualdad;
- 3) Mayor diferencia de goles; en caso de igualdad;
- 4) Mayor cantidad de goles a favor; en caso de igualdad;
- 5) Sorteo.

En caso de que la igualdad, sea de más de dos equipos, esta se dejará reducida a dos clubes, de acuerdo al orden de clasificación de los equipos determinado anteriormente.

## Ascensos y descensos
| Pos.       | Descendidos de la Primera División 2022 |
| ---------- | --------------------------------------- |
| 10.º Prom. | Independiente (San Antonio)             |
| 11.º Pos.  | La Tercena                              |

| Pos.          | Ascendido de la Primera B 2022 |
| ------------- | ------------------------------ |
| Campeón Anual | Villa Dolores                  |
| Ganador Petit | Obreros de San Isidro          |

## Equipos participantes
| Nombre del club                               | Ciudad                              | Departamento        | Fundación           |
| --------------------------------------------- | ----------------------------------- | ------------------- | ------------------- |
| Club Atlético La Tercena                      | La Tercena                          | Fray Mamerto Esquiú | 18 de junio de 1933 |
| Centro Cultural y Deportivo La Carrera        | La Carrera                          | Fray Mamerto Esquiú | 5 de agosto de 1943 |
| Club Deportivo Sumalao                        | Sumalao                             | Valle Viejo         | 15 de marzo de 1926 |
| Club Atlético Independiente                   | San Antonio                         | Fray Mamerto Esquiú | 27 de enero de 1950 |
| Club Deportivo Juventud Unida                 | La Falda de San Antonio             | Fray Mamerto Esquiú | 5 de julio de 1948  |
| La Banda Club de Fútbol                       | San Fernando del Valle de Catamarca | Capital             | 28 de enero de 2006 |
| Club Social, Cultural y Deportivo La Estación | Miraflores                          | Capayán             | 11 de mayo de 2010  |
| Club Social y Deportivo San Antonio           | San Antonio                         | Fray Mamerto Esquiú | 28 de mayo de 1940  |

### Distribución geográfica de los equipos
| Departamento        | Cant. | Equipos |
| ------------------- | ----- | --- |
| Fray Mamerto Esquiú | 5     | Atlético La Tercena, Deportivo La Carrera, Independiente (San Antonio), Juventud Unida (La Falda) y Social San Antonio |
| Valle Viejo         | 1     | Deportivo Sumalao |
| Capayán             | 1     | La Estación (Miraflores)                                                                                               |
| Capital             | 1     | La Banda CF |

## Estadios
| | | |
| | | |
| Estadio Primo Antonio Prevedello Ciudad: San Isidro Capacidad: 6 000 espectadores Propietario: Liga Chacarera de Fútbol | Estadio Jorge César Vargas Ciudad: Banda de Varela Capacidad: 1 500 espectadores Propietario: Club Deportivo Coronel Daza | Estadio Defensores de Esquiú Ciudad: San José de Piedra Blanca Capacidad: 800 espectadores Propietario: Club Defensores de Esquiú |

## Competición

### Tabla de posiciones
| Pos. | Equipo                      | Pts. | PJ | PG | PE | PP | GF | GC | Dif. |
| ---- | --------------------------- | ---- | -- | -- | -- | -- | -- | -- | ---- |
| 1.º  | Deportivo Sumalao           | 18   | 7  | 6  | 0  | 1  | 26 | 11 | 15   |
| 2.º  | Independiente (San Antonio) | 16   | 7  | 5  | 1  | 1  | 25 | 14 | 11   |
| 3.º  | Juventud Unida (La Falda)   | 14   | 7  | 4  | 2  | 1  | 16 | 9  | 7    |
| 4.º  | Social San Antonio          | 10   | 7  | 3  | 1  | 3  | 11 | 13 | −2   |
| 5.º  | Atlético La Tercena         | 8    | 7  | 2  | 2  | 3  | 17 | 20 | −3   |
| 6.º  | Deportivo La Carrera        | 6    | 7  | 1  | 3  | 3  | 9  | 17 | −8   |
| 7.º  | La Estación (Miraflores)    | 3    | 7  | 0  | 3  | 4  | 7  | 14 | −7   |
| 8.º  | La Banda CF                 | 2    | 7  | 0  | 2  | 5  | 8  | 21 | −13  |

|  | Campeón. Clasificado al Petit Torneo 2023. |

#### Evolución de las posiciones
| Equipo / Fecha       | 1 | 2 | 3 | 4 | 5 | 6 | 7 |
| -------------------- | - | - | - | - | - | - | - |
| Atlético La Tercena  | 8 | 3 | 3 | 5 | 6 | 5 | 5 |
| Deportivo La Carrera | 6 | 6 | 7 | 7 | 5 | 6 | 6 |
| Deportivo Sumalao    | 1 | 1 | 2 | 2 | 1 | 1 | 1 |
| Independiente (SA)   | 2 | 4 | 4 | 3 | 3 | 2 | 2 |
| Juventud Unida (LF)  | 3 | 2 | 1 | 1 | 2 | 3 | 3 |
| La Banda CF          | 5 | 7 | 8 | 8 | 8 | 8 | 8 |
| La Estación (M)      | 4 | 5 | 5 | 6 | 7 | 7 | 7 |
| Social San Antonio   | 7 | 8 | 6 | 4 | 4 | 4 | 4 |

|  |

### Resultados
| Fecha 1                     | Fecha 1   | Fecha 1                  | Fecha 1                  | Fecha 1     | Fecha 1 |
| Local                       | Resultado | Visita                   | Estadio                  | Fecha       | Hora    |
| --------------------------- | --------- | ------------------------ | ------------------------ | ----------- | ------- |
| Independiente (San Antonio) | 2 - 1     | Social San Antonio       | Primo Antonio Prevedello | 14 de abril | 14:45   |
| Juventud Unida (La Falda)   | 1 - 1     | La Estación (Miraflores) | Primo Antonio Prevedello | 15 de abril | 14:45   |
| La Tercena                  | 1 - 4     | Deportivo Sumalao        | Primo Antonio Prevedello | 15 de abril | 16:45   |
| La Carrera                  | 0 - 0     | La Banda CF              | Primo Antonio Prevedello | 16 de abril | 14:45   |

| Fecha 2                  | Fecha 2   | Fecha 2                     | Fecha 2                  | Fecha 2     | Fecha 2 |
| Local                    | Resultado | Visita                      | Estadio                  | Fecha       | Hora    |
| ------------------------ | --------- | --------------------------- | ------------------------ | ----------- | ------- |
| Deportivo Sumalao        | 3 - 1     | Independiente (San Antonio) | Primo Antonio Prevedello | 21 de abril | 14:45   |
| La Estación (Miraflores) | 1 - 1     | La Carrera                  | Primo Antonio Prevedello | 22 de abril | 14:15   |
| La Banda CF              | 1 - 4     | La Tercena                  | Primo Antonio Prevedello | 22 de abril | 16:15   |
| Social San Antonio       | 1 - 3     | Juventud Unida (La Falda)   | Primo Antonio Prevedello | 22 de abril | 18:15   |

| Fecha 3                     | Fecha 3   | Fecha 3            | Fecha 3                  | Fecha 3     | Fecha 3 |
| Local                       | Resultado | Visita             | Estadio                  | Fecha       | Hora    |
| --------------------------- | --------- | ------------------ | ------------------------ | ----------- | ------- |
| La Estación (Miraflores)    | 1 - 1     | La Banda CF        | Primo Antonio Prevedello | 27 de abril | 16:00   |
| La Carrera                  | 0 - 1     | Social San Antonio | Primo Antonio Prevedello | 28 de abril | 14:30   |
| Independiente (San Antonio) | 3 - 3     | La Tercena         | Primo Antonio Prevedello | 29 de abril | 12:00   |
| Juventud Unida (La Falda)   | 3 - 0     | Deportivo Sumalao  | Primo Antonio Prevedello | 29 de abril | 14:30   |

| Fecha 4            | Fecha 4   | Fecha 4                     | Fecha 4                  | Fecha 4   | Fecha 4 |
| Local              | Resultado | Visita                      | Estadio                  | Fecha     | Hora    |
| ------------------ | --------- | --------------------------- | ------------------------ | --------- | ------- |
| Deportivo Sumalao  | 6 - 2     | La Carrera                  | Primo Antonio Prevedello | 5 de mayo | 14:00   |
| La Banda CF        | 2 - 5     | Independiente (San Antonio) | Jorge César Vargas       | 5 de mayo | 14:15   |
| Social San Antonio | 1 - 0     | La Estación (Miraflores)    | Jorge César Vargas       | 5 de mayo | 16:15   |
| La Tercena         | 2 - 4     | Juventud Unida (La Falda)   | Primo Antonio Prevedello | 7 de mayo | 12:00   |

| Fecha 5                   | Fecha 5   | Fecha 5                     | Fecha 5                  | Fecha 5    | Fecha 5 |
| Local                     | Resultado | Visita                      | Estadio                  | Fecha      | Hora    |
| ------------------------- | --------- | --------------------------- | ------------------------ | ---------- | ------- |
| Social San Antonio        | 3 - 1     | La Banda CF                 | Primo Antonio Prevedello | 12 de mayo | 14:15   |
| La Carrera                | 3 - 1     | La Tercena                  | Defensores de Esquiú     | 13 de mayo | 14:00   |
| Juventud Unida (La Falda) | 2 - 3     | Independiente (San Antonio) | Primo Antonio Prevedello | 13 de mayo | 14:15   |
| La Estación (Miraflores)  | 1 - 3     | Deportivo Sumalao           | Primo Antonio Prevedello | 14 de mayo | 14:15   |

| Fecha 6                     | Fecha 6   | Fecha 6                  | Fecha 6                  | Fecha 6    | Fecha 6 |
| Local                       | Resultado | Visita                   | Estadio                  | Fecha      | Hora    |
| --------------------------- | --------- | ------------------------ | ------------------------ | ---------- | ------- |
| La Tercena                  | 3 - 2     | La Estación (Miraflores) | Primo Antonio Prevedello | 19 de mayo | 14:15   |
| Deportivo Sumalao           | 4 - 1     | Social San Antonio       | Primo Antonio Prevedello | 20 de mayo | 14:15   |
| Juventud Unida (La Falda)   | 2 - 1     | La Banda CF              | Jorge César Vargas       | 21 de mayo | 14:00   |
| Independiente (San Antonio) | 7 - 2     | La Carrera               | Primo Antonio Prevedello | 21 de mayo | 14:15   |

| Fecha 7                  | Fecha 7   | Fecha 7                     | Fecha 7                  | Fecha 7    | Fecha 7 |
| Local                    | Resultado | Visita                      | Estadio                  | Fecha      | Hora    |
| ------------------------ | --------- | --------------------------- | ------------------------ | ---------- | ------- |
| La Estación (Miraflores) | 1 - 4     | Independiente (San Antonio) | Primo Antonio Prevedello | 26 de mayo | 14:15   |
| La Carrera               | 1 - 1     | Juventud Unida (La Falda)   | Defensores de Esquiú     | 28 de mayo | 14:15   |
| Social San Antonio       | 3 - 3     | La Tercena                  | Primo Antonio Prevedello | 28 de mayo | 14:15   |
| La Banda CF              | 2 - 6     | Deportivo Sumalao           | Primo Antonio Prevedello | 28 de mayo | 16:15   |

| 1. |

|                              |
| Club Deportivo Sumalao       |
| Campeón Torneo Apertura 2023 |

## Estadísticas

### Goleadores
| Jugador                           | Equipo              | Goles |
| --------------------------------- | ------------------- | ----- |
| Héctor Acosta                     | Deportivo Sumalao   | 9     |
| Kevin Medina                      | Independiente (SA)  | 8     |
| Exequiel Juárez                   | Deportivo Sumalao   | 6     |
| Lucas Salcedo                     | Juventud Unida (LF) | 6     |
| Actualizado al 4 de junio de 2023 |                     |       |

| Facundo Chazampi          | Independiente (SA)  | 5 |
| Alejandro Moreno          | La Tercena          | 4 |
| Claudio Cejas Barrionuevo | Deportivo Sumalao   | 4 |
| Facundo Prevedello        | Juventud Unida (LF) | 4 |
| Lautaro Canciani          | La Tercena          | 4 |
| Ángel Gómez Cortez        | Social San Antonio  | 3 |
| Esteban Moya              | La Carrera          | 3 |
| Fabricio Luna             | La Tercena          | 3 |
| Luciano Chocobar          | Social San Antonio  | 3 |
| Luis Guajardo             | La Estación (M)     | 3 |
| Misael Sosa               | Independiente (SA)  | 3 |
| Cristian Argañaraz        | Independiente (SA)  | 2 |
| Exequiel Carrizo          | La Tercena          | 2 |
| Juan Silva                | Independiente (SA)  | 2 |
| Martín Nieva Pérez        | Independiente (SA)  | 2 |
| Matías Uñates             | La Tercena          | 2 |
| Nahuel Córdoba            | Social San Antonio  | 2 |
| Sergio Salcedo            | Juventud Unida (LF) | 2 |
| Adrián Robledo            | La Estación (M)     | 1 |
| Agustín Avellaneda        | Juventud Unida (LF) | 1 |
| Alejandro Bazán           | Deportivo Sumalao   | 1 |
| Cristian López            | Social San Antonio  | 1 |
| Cristian Nieva            | Deportivo Sumalao   | 1 |
| Cristian Salcedo          | Deportivo Sumalao   | 1 |
| David Corzo               | Deportivo Sumalao   | 1 |
| Fernando Reinoso          | Deportivo Sumalao   | 1 |
| Franco Álvarez            | Juventud Unida (LF) | 1 |
| Gonzalo López             | La Banda CF         | 1 |
| Gonzalo Páez              | La Estación (M)     | 1 |
| Guillermo Vega            | Deportivo Sumalao   | 1 |
| Héctor Martínez           | Independiente (SA)  | 1 |
| Jonathan Dávila           | La Estación (M)     | 1 |
| José Heredia              | Juventud Unida (LF) | 1 |
| Juan Carlos Contreras     | Social San Antonio  | 1 |
| Juan Pablo Verón          | La Banda CF         | 1 |
| Juan Pablo Silva          | Deportivo Sumalao   | 1 |
| Kevin Kalbernatti         | La Banda CF         | 1 |
| Lautaro Dávila            | La Estación (M)     | 1 |
| Lisandro Romero           | La Banda CF         | 1 |
| Luciano Segura            | La Carrera          | 1 |
| Luis Elizalde             | Independiente (SA)  | 1 |
| Marcelo Ramírez           | La Banda CF         | 1 |
| Matías Herrera            | La Tercena          | 1 |
| Mauro Velázquez           | Independiente (SA)  | 1 |
| Nazareno Agüero           | La Banda CF         | 1 |
| Rodrigo López             | La Carrera          | 1 |
| Santiago Valdiviezo       | Social San Antonio  | 1 |